# Cyrestis adrianus
Cyrestis adrianus är en fjärilsart som beskrevs av Kalis 1933. Cyrestis adrianus ingår i släktet Cyrestis och familjen praktfjärilar. Inga underarter finns listade i Catalogue of Life.